# Oxylides bella
Oxylides bella är en fjärilsart som beskrevs av Aurivillius 1899. Oxylides bella ingår i släktet Oxylides och familjen juvelvingar. Inga underarter finns listade i Catalogue of Life.